# Jermaine Fowler

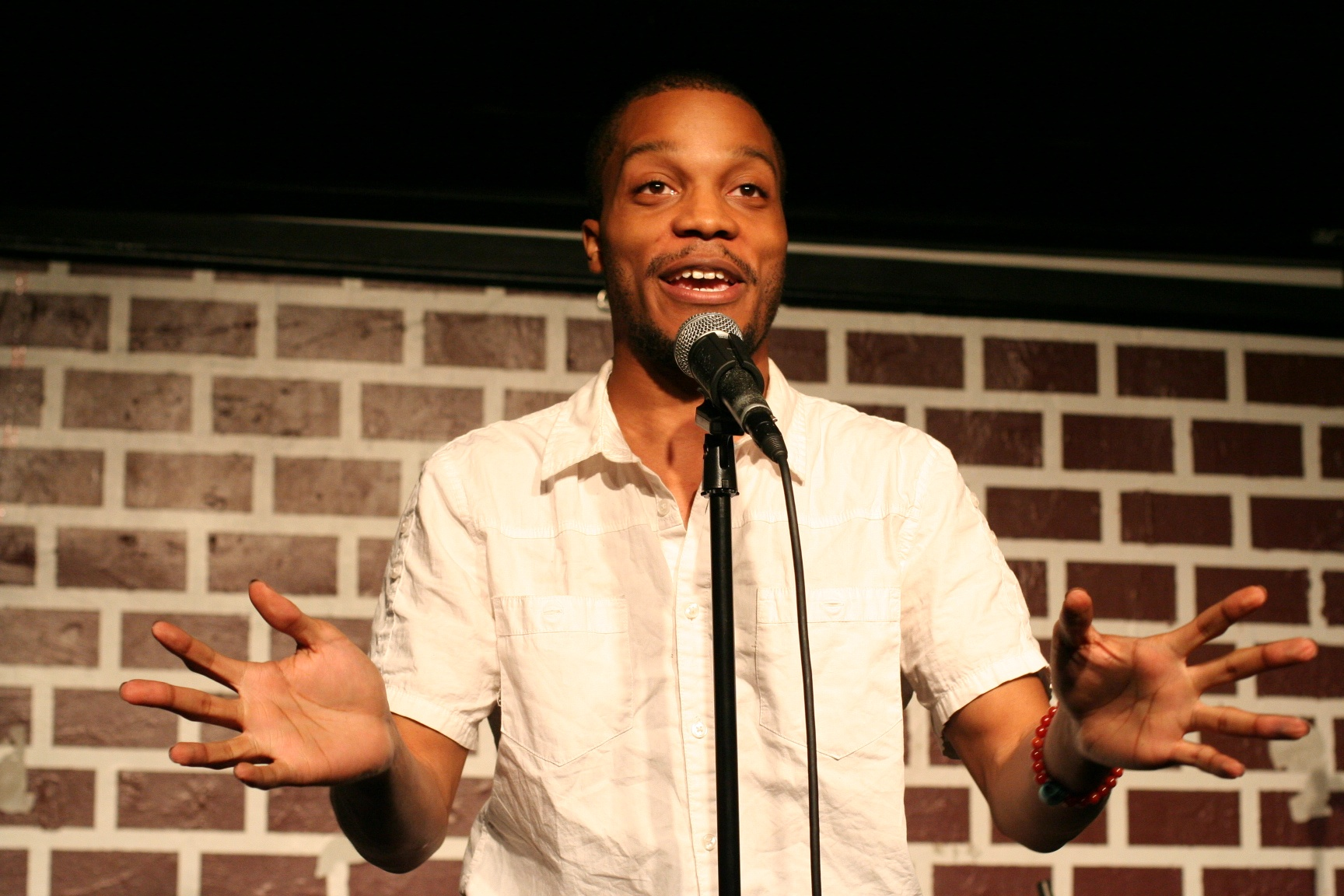
Jermain Fowler durante uno show

Jermaine Fowler (Washington, 16 maggio 1988) è un attore e comico statunitense.

## Biografia
Secondo di quattro figli, Fowler è nato a Washington ed è cresciuto a Hyattsville, nel Maryland, dove si è diplomato alla Northwestern High School. Ha lasciato l'università all'età di 20 anni e si è quindi trasferito a New York, cercando lavoro di giorno ed esibendosi di notte in spettacoli dal vivo a Times Square. Nel 2012 ha iniziato a girare gli Stati Uniti esibendosi in tournée nei comedy club e nei college. L'anno successivo è stato scritturato per la serie di MTV2 Guy Code, scrivendo, producendo e interpretando i propri episodi pilota. Nel 2014 ha recitato nella serie di sketch comici Friends of the People, su TruTV.
Nel 2015 ha invece prodotto e recitato nella sua stand-up comedy Give 'Em Hell, Kid, che ha concesso in licenza al network Showtime. Nel 2017 Fowler è diventato produttore esecutivo e attore di punta della sitcom della CBS Superior Donuts. La popolarità dello show ha fatto sì che ne venisse prodotta una seconda stagione, al termine della quale è stata cancellata dai palinsesti. Contemporaneamente, Fowler è inoltre spesso comparso nella serie tv Crashing, della HBO. Il 17 settembre 2017, l'attore è stato scelto come annunciatore della 69ª edizione degli Emmy Awards. Nel 2021 ha fatto parte del cast de Il principe cerca figlio, sequel del cult del 1988 Il principe cerca moglie..

## Filmografia

### Cinema
- Collide, regia di June Daguiso e Al Ghanekar (2010)
- Sorry to Bother You, regia di Boots Riley (2018)
- Buffaloed, regia di Tanya Wexler (2019)
- The Opening Act, regia di Steve Byrne (2020)
- Judas and the Black Messiah, regia di Shaka King (2021) - (non accreditato)
- Il principe cerca figlio (Coming 2 America), regia di Craig Brewer (2021)
- Am I OK?, regia di Stephanie Allynne e Tig Notaro (2022)
- Weathering, regia di Megalyn Echikunwoke (2023)
- Ricky Stanicky: L'amico immaginario (Ricky Stanicky), regia di Peter Farrelly (2024)

### Televisione
- The Six – serie TV, episodio 1x02 (2011)
- Jest Originals – serie TV, episodio 1x30 (2012)
- Guy Code - Guida galattica per uomini veri (Guy Code) – serie TV, episodi 2x02-2x09 (2012)

- The Eric Andre Show – serie TV, 11 episodi (2012)
- In Living Color – serie TV, episodio 1x01 (2012)
- UCB Comedy Originals – serie TV (2013)
- Girls Are Roommates – serie TV, episodio 1x05 (2013)
- Funny or Die Presents... – serie TV (2013)
- CollegeHumor Originals – serie TV, 11 episodi (2010-2013)
- Love's a Bitch – miniserie TV, 1 puntata (2014)
- Don't Walk – serie TV, episodi 1x04-1x09 (2014)
- Friends of the People – serie TV, 14 episodi (2014-2015)
- Long Live the Royals – miniserie TV, 2 puntate (2015)
- Delores & Jermaine, regia di Beth McCarthy-Miller – film TV (2015)
- The Characters – serie TV, episodio 1x03 (2016)
- Gentlemen Lobsters – serie TV, episodio 3x07 (2016)
- Gorgeous Morons, regia di Andy Cadiff – film TV (2016)
- Hannibal Buress: Handsome Rambler – serie TV, episodio 1x43 (2017)
- The 5th Quarter – serie TV, episodio 2x10 (2018)
- Superior Donuts – serie TV, 34 episodi (2017-2018)
- Life Sucks – miniserie TV, 1 puntata (2018)
- Crashing – serie TV, 7 episodi (2017-2019)
- A Black Lady Sketch Show – serie TV, episodio 1x03 (2019)
- All That – serie TV, 3 episodi (2019-2020)
- Helpsters – serie TV, episodio 1x10 (2020)
- A Murder at the End of the World – miniserie TV (2023)

## Doppiatori italiani
Nelle versioni in italiano delle opere in cui ha recitato, Jermaine Fowler è stato doppiato da:
- Gabriele Vender in Weathering, Ricky Stanicky - L'amico immaginario, Don't Tell Mom the Babysitter's Dead
- Alessandro Campaiola in Crashing, Il principe cerca figlio
- Raffaele Carpentieri in A Murder at the End of the World, The Premise - Questioni morali
- Stefano Brusa in Judas and the Black Messiah

Da doppiatore è sostituito da:
- Alessandro Campaiola in Helpsters
- Ezzedine Ben Nekissa in Moon Girl e Devil Dinosaur